# Elseya
Elseya é um gênero de cágados, comumente conhecidos como cágados australianos, na família Chelidae. Espécies do gênero Elseya são encontradas em sistemas fluviais no norte e no nordeste da Austrália e em todos os sistemas fluviais da Nova Guiné. Eles são identificados pela presença de cristas alveolares nas superfícies de trituração da boca e com a presença de um braço da ponte complexo.
Os cágados mordedores australianos são em grande parte herbívoros, com estruturas na, boca especializadas para comer frutas. Entretanto, comerão produtos animais se a oportunidade se levantar. As várias espécies podem ser encontradas em grande número onde são ainda abundantes, por exemplo, Território do Norte da Austrália. No entanto, algumas populações tornaram-se cada vez mais raras, e algumas estão agora listadas como ameaçadas de extinção.

## Sistemática

### Etimologia
John Edward Gray criou o  genérico nome, Elseya, em 1867 em homenagem ao Dr. Joseph Ravenscroft Elsey. Elsey foi um cirurgião naturalista na Expedição Gregory que atravessou o norte da Austrália do Rio de Victoria até Moreton Bay em 1855-56.

### Espécies
O gênero foi originalmente descrito por Gray em 1867 com o Espécie-tipo sendo definido como Elseya dentata. O gênero fóssil Pelocomastes foi mais tarde sinônimo com este gênero. Após as revisões recentes deste gênero, o grupo  latisternum  foi movido para O novo gênero Myuchelys. As espécies restantes deste gênero foram posteriormente separadas em três subgêneros e as espécies redistribuídas entre eles.
- Elseya (Elseya)
  - Elseya dentata (Gray, 1863) [12]
  - Elseya branderhorsti (Ouwens, 1914) [13]
  - Elseya flaviventralis Thomson & Georges, 2016 [14]
- Elseya (Pelocomastes)
  - Elseya albagula Thomson, Georges & Limpus, 2006[6]
  - Elseya irwini Cann, 1997 [15]
  - Elseya lavarackorum (White & Archer, 1994) [16] (See also Thomson, White & Georges, 1997.)[7]
  - Elseya nadibajagu Thomson & Mackness, 1999[17]
  - Elseya uberrima (De Vis, 1897)[18]
- Elseya (Hanwarachelys)
  - Elseya novaeguineae (Meyer, 1874) [19]
  - Elseya rhodini Thomson, Amapou, Anamiato & Georges, 2015 [11]
  - Elseya schultzei (T. Vogt, 1911) [20]

Elseya nadibajagu e Elseya uberima São espécies pré-históricas conhecidas apenas por fósseis. E. lavarackorum Foi inicialmente chamado para ser um taxon fóssil, mas descobriu-se mais tarde um ser atual.